# La signorina e la barba
La signorina e la barba (淑女と髭?, Shukujo to hige), anche noto col titolo La bella e la barba, è un film del 1931 diretto da Yasujirō Ozu.

## Trama
Kiichi Okajima è un maestro di kendō, molto legato alle tradizioni nazionali; un giorno improvvisamente si innamora perdutamente di una segretaria di idee moderne e occidentali. Per cercare di fare colpo su di lei Kiichi inizia a rivedere il suo modo di comportarsi e di vestire, e così riesce ad attirare l'attenzione di altre donne, ma non vi dà peso poiché il suo obiettivo è la segretaria.